# Zeitz Museum of Contemporary Art Africa
Das Zeitz Museum of Contemporary Art Africa (kurz MOCAA oder Zeitz MOCAA; deutsch etwa „Zeitz-Museum für zeitgenössische afrikanische Kunst“) ist ein Kunstmuseum in Kapstadt in Südafrika. Es steht auf dem Gelände der V&A Waterfront und gilt als das weltweit größte Museum zeitgenössischer afrikanischer Gegenwartskunst. Die Eröffnung fand am 22. September 2017 statt.

## Geschichte

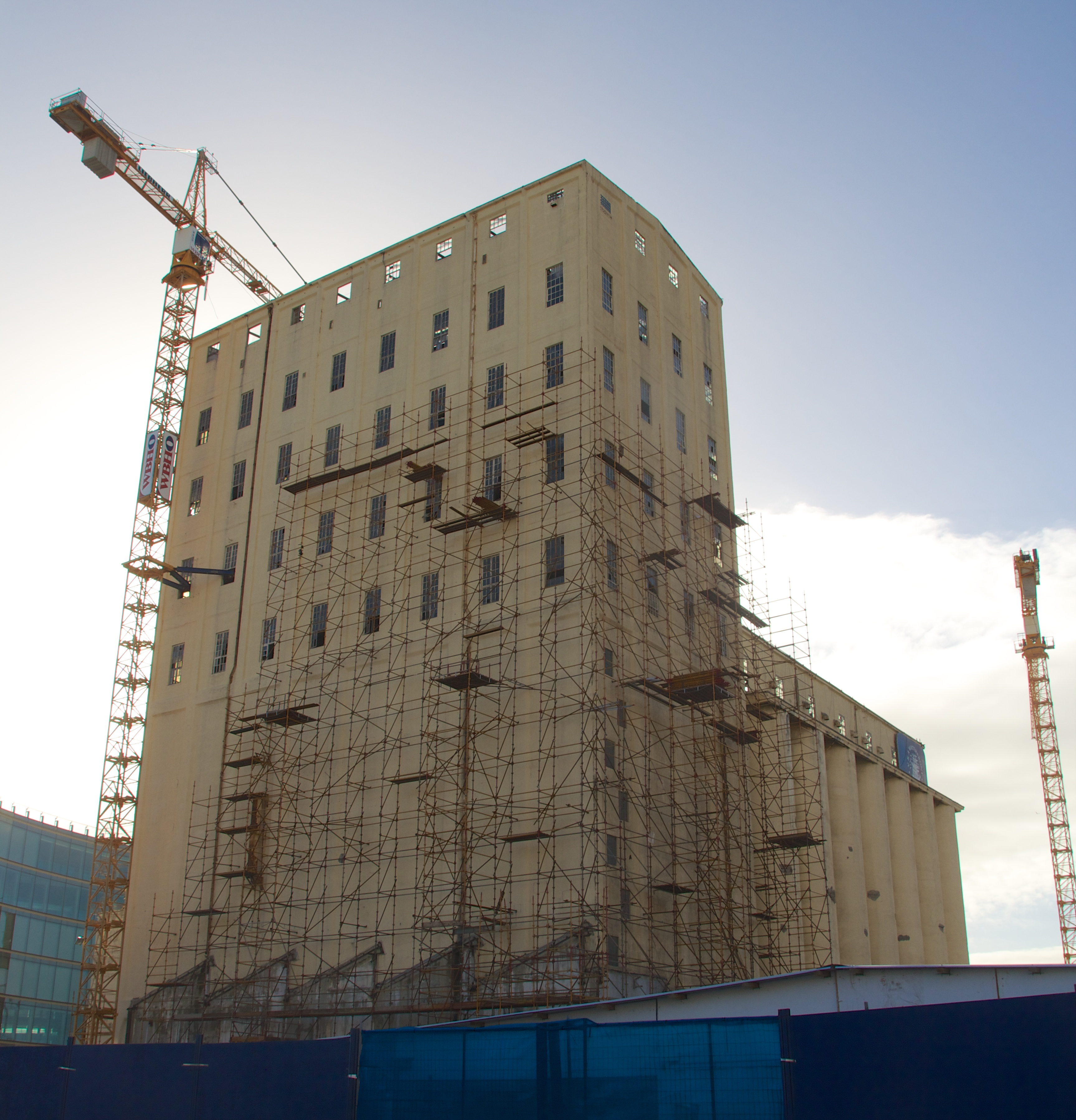
Der Silo nach Beginn des Umbaus (Foto: 2014)

Das Museum wurde im Auftrag des deutschen Managers und Kunstsammlers Jochen Zeitz in öffentlich-privater Partnerschaft errichtet. Er präsentiert dort seine umfangreiche Sammlung afrikanischer Kunst, die er seit 2002 aufkauft. Unter anderem erwarb er 2013 auf der Biennale Venedig 85 teils preisgekrönte Kunstwerke, die vor Eröffnung des MOCAA an verschiedenen Orten, darunter in Kenia und nahe dem Museumsgelände in Kapstadt, ausgestellt wurden. Die Gesellschaft V&A Waterfront zahlte für den Bau und die Infrastruktur rund 500 Millionen Rand (im Oktober 2016 etwa 33 Millionen Euro). Laut Vertrag stellt Zeitz seine Sammlung zur Verfügung, kommt über die Zeitz Foundation für die laufenden Kosten des Museumsbetriebs auf und finanziert den Etat für Neuanschaffungen. Er gehört nicht zu den Besitzern des Museums. Er hat dem MOCAA seine Sammlung für 20 Jahre oder auf Lebenszeit verliehen.
Mit dem Umbau unter Leitung des Büros des Londoner Architekten Thomas Heatherwick wurde 2014 begonnen. Als Geschäftsführer und Hauptkurator wurde der Südafrikaner Mark Coetzee beauftragt, der damit nach 25 Jahren wieder in sein Heimatland zurückkehrte. Er hatte Zeitz bereits bei dessen Ankäufen beraten. Im Mai 2018 trat Coetzee vorläufig zurück und wurde schließlich entlassen. Seine Nachfolgerin wurde die kamerunisch-schweizerische Kuratorin Koyo Kouoh aus Senegal. Sie starb im Mai 2025.
Der deutsche Bundespräsident Frank-Walter Steinmeier besuchte das Museum im Rahmen seines Staatsbesuchs in Südafrika im November 2018.

## Lage
Der Museumsbau steht in zentraler Lage in der V&A Waterfront am Ufer der Tafelbucht, die zum Atlantischen Ozean gehört. Die Waterfront gilt als Prestigeimmobilie und wies bereits vor Eröffnung des Museums rund 24 Millionen Besucher pro Jahr aus. Auch die Umgebung des Museums, der Silo district, soll mit dem Museum als Zentrum weiterentwickelt werden.

## Architektur
Das Museumsgebäude entstand durch den Umbau eines nicht mehr genutzten, 57 Meter hohen Getreidesilos aus dem Jahr 1921; die äußere Form des hellbraunen Betonbaus blieb dabei weitgehend erhalten. Neben dem quaderförmigen, höheren Teil des Gebäudes stehen quer dazu im Rechteck 42 zylindrische ehemalige Getreidespeicher, jeweils 30 Meter hoch. Auf der Gegenseite befinden sich einstöckige Anbauten, die ebenfalls in das Museumsgebäude integriert wurden.
Die Gesamtfläche des neunstöckigen Museums beträgt 9500 Quadratmeter, von denen 6000 Quadratmeter als Ausstellungsfläche dienen. Dazu kommen 18 Unterrichtsräume in einem der Stockwerke, ein Skulpturengarten auf dem niedrigeren Teil des Daches sowie Restaurants und ein Laden. Der höhere Teil des Gebäudes wird als The Silo Hotel betrieben, das als Luxushotel gilt.

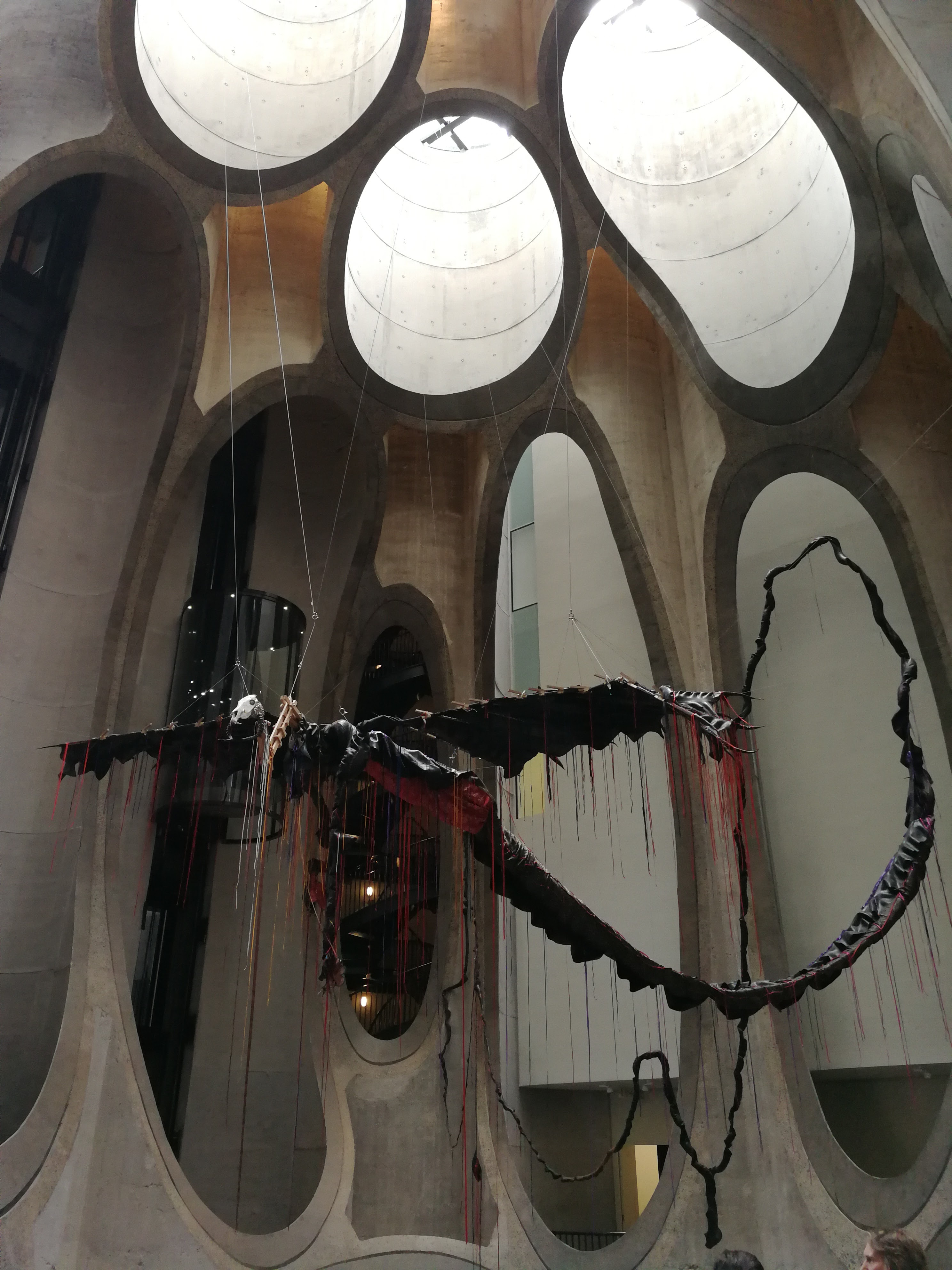
Im „Atrium“ (2017)

Die zylinderförmigen Silos wurden unterhalb des Daches teilweise angeschnitten, von außen bleibt ihre Form sichtbar. Das Gebäude erhielt im zentralen Bereich ein Glasdach und durch Herausnahme oder Anschnitt einiger Silos ein „kathedralengleiches“ Atrium. An der Außenwand oberhalb der Ebene des Dachgartens wurden Glaspaneele angebracht, die leicht konvex gekrümmt sind und somit nachts die Lichter der Waterfront wie ein „Signalfeuer“ reflektieren.

## Betrieb
Der Eintritt betrug nach der Eröffnung 180 Rand (etwa 12 Euro). Mittwochs zwischen 10 und 13 Uhr haben Besucher mit Pässen afrikanischer Länder freien Eintritt, Personen unter 18 Jahren können das Museum generell kostenlos besuchen.

## Rezeption
Das Museum wird mit anderen weltbekannten Kunstmuseen verglichen. Kurz nach der Eröffnung wurde ihm das Potenzial zugeschrieben, einen ähnlichen Status wie das Museum of Modern Art, das Centre Georges-Pompidou und das Guggenheim-Museum Bilbao zu erreichen.
Kritisiert wurde hingegen, dass viele Entscheider des Projekts Weiße sind und die Veränderung im Kunstmarkt Südafrikas, die Galeristen dazu bringt, sich auf Käufe für das Museum auszurichten. Gleichwohl wird angemerkt, dass alle Kuratoren des Museums, darunter etwa zur Hälfte Schwarze, Stimmrecht bei der Auswahl von Ausstellungen haben und pro Jahr 25 Kuratoren aus Afrika ausgebildet werden sollen. Zudem hat Zeitz in zeitlicher Nähe zur Eröffnung erklärt, sich langfristig aus dem Projekt zurückziehen zu wollen.
Das Museum wurde ein „schwarzes Museum für weiße Besucher“ genannt. Ebenso wurde kritisiert, dass das Museum ab August 2019 eine Ausstellung des Künstlers William Kentridge plant, ebenfalls ein Weißer. Die stellvertretende Kuratorin Tandazani Dhlakama verteidigte dagegen die Ausstellung und verwahrte sich gegen einseitige Sichtweisen.

## Weblinks

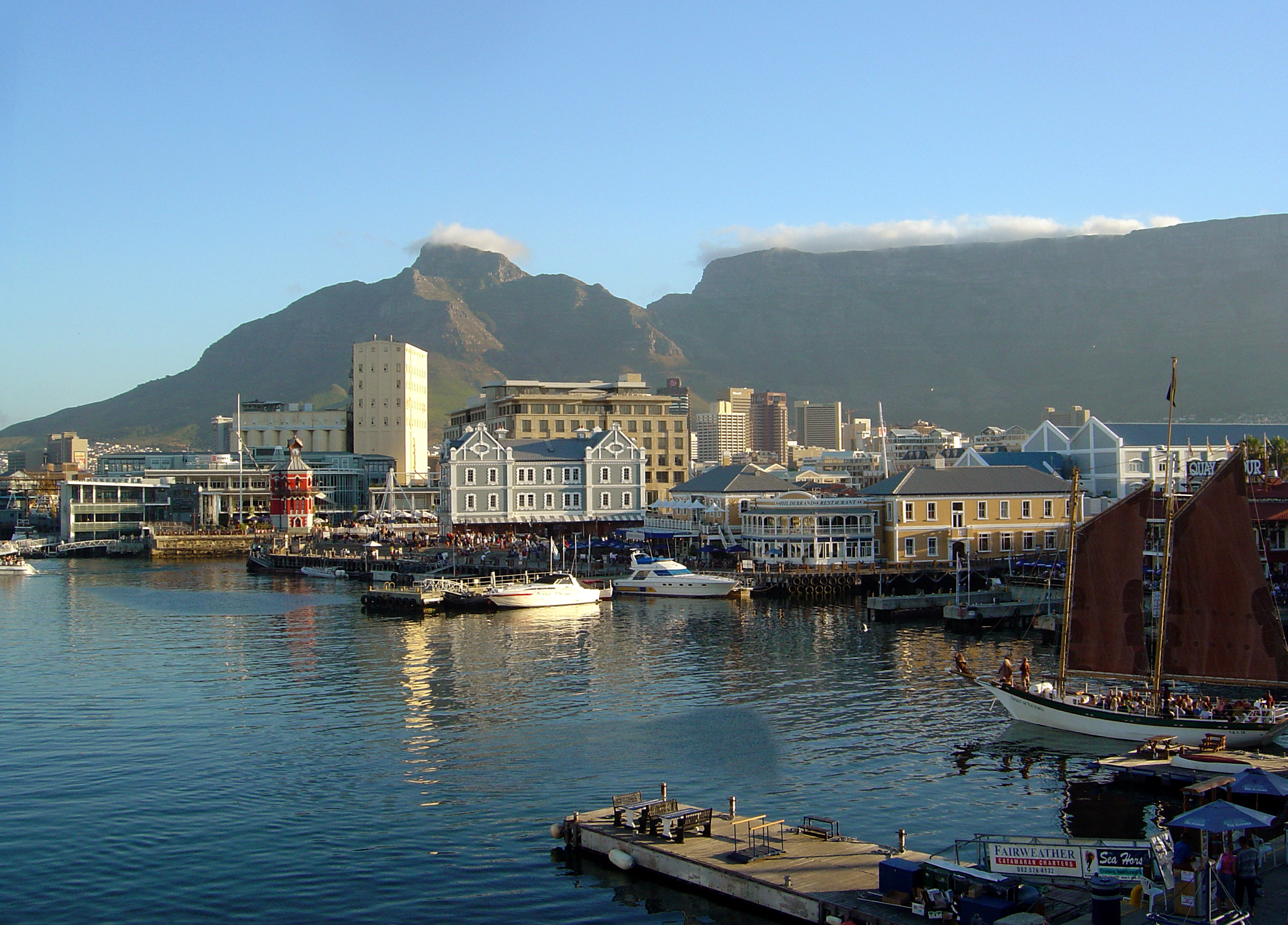
V&A Waterfront mit hochragendem Silogebäude vor dem Umbau, dahinter der Devil’s Peak, rechts der Tafelberg (2004)